# Baldanders (personaggio)
Baldanders è un personaggio immaginario che compare nel romanzo pubblicato nel 1668 L'avventuroso Simplicissimus di Grimmelshausen. Il suo nome, in tedesco, significa "già diverso".

## Descrizione
È un essere proteiforme che cambia aspetto in continuazione. Questo essere "indescrivibile" assume via via l'aspetto 
"di un uomo, di un rovere, di una scrofa, di una salsiccia, d'un prato di trifoglio, di sterco, di un fiore, di un ramo fiorito, d'un gelso, di un tappeto di seta, di molte cose ed esseri e poi, nuovamente, di un uomo [...] che verga le seguenti parole dell'Apocalisse di San Giovanni: Io sono il principio e la fine.
Perché non poche, e stupefacenti, e anche dilettevoli sono le forme dell'inenarrabile."
Il suo blasone è l'incostante luna.

## Influenza culturale
- Baldanders viene ricordato nel Manuale di zoologia fantastica di J. L. Borges.
- Baldanders è il nome di un personaggio ricorrente del ciclo del Libro del Nuovo Sole di Gene Wolfe.